# Моряков, Владимир Иванович
Влади́мир Ива́нович Моряко́в (род. 9 мая 1946, Москва) — российский историк, профессор кафедры истории России до начала XIX века МГУ.

## Биография
Родился в семье служащих. В 1969 году окончил исторический факультет МГУ, затем учился в аспирантуре. Ученик М. Т. Белявского и Б. И. Краснобаева. Специализировался по русской истории феодального периода. После учёбы остался на преподавательской работе. В 1974 году защитил кандидатскую диссертацию «Рейналь и Радищев».
Активно занимался общественной деятельностью, возглавлял комсомольскую организацию, занимал должности в партийном комитете исторического факультета. Неоднократно возглавлял студенческие практики. В 1995 году защитил докторскую диссертацию «Русское просветительство второй половины XVIII века».
В настоящее время занимается изучением политического строя России во второй половине XVIII века, его эволюции и влияния на менталитет русского дворянства. Член общества по изучению XVIII века и Ассоциации историков Средних веков и раннего Нового времени.
Женат с 28.11.1967 на Моряковой Марине Викторовне (род. 1946), урождённой Гавриленко, из дворянского рода Хрущевых. Дочь — Исаенко Оксана Владимировна (род. 1969), кандидат исторических наук.

## Публикации
- Из истории эволюции общественно-политических взглядов просветителей конца XVIII в.: Рейналь и Радищев. М., 1981.
- Русское просветительство второй пол. XVIII в. (Из истории общественно-политической мысли России XVIII в.). М., 1994.

## Учебники
- История России. Пособие для старшекл. и абитуриентов. М., 1996 (в соавт.).
- История России. Пособие для старшеклассников и абитуриентов. — М.: 2003 (совм. с В. А. Федоровым и Ю. А. Щетиновым; вышло 5 изданий).
- История России с древнейших времен до наших дней. — М.: 2004 (совм. с В. А. Федоровым и Ю. А. Щетиновым).
- История России IX—XVIII вв. [Текст] : [учеб.] / В. И. Моряков. — М. : ЭКСМО ; М. : Филол. о-во «Слово», 2004. — 447 с ; 21. — (Высшее образование). — 4100 экз. — ISBN 5-8123-0245-6.
- Основы курса истории России : учебник / В. И. Моряков, В. А. Федоров, Ю. А. Щетинов. — М. : Проспект, 2008. — 464 с. — ISBN 978-5-482-01848-4.